# Château de Longueville (Manche)
Ne doit pas être confondu avec Château de Longueville.
Le château de Longueville est une demeure, du XVIIe remaniée au XIXe siècle, qui se dresse sur le territoire de la commune française de Longueville, dans le département de la Manche en région Normandie.
Le château est partiellement inscrit aux monuments historiques.

## Localisation
Le château est situé, à 1,7 km au nord-est de Longueville, dans le département français de la Manche.

## Historique
Le château, construit au XVIIe siècle, a été remanié au XIXe siècle.

## Description
La façade de ce manoir, qui appartenait à Jean Costard, fut restauré par Claude de Mary de Longueville, écuyer et seigneur de Bourville, qui lui donna un aspect Louis XIV.

## Protection aux monuments historiques
Le pigeonnier est inscrit au titre des monuments historiques par arrêté du 7 avril 1975.